# سالتسوگ
سالتسوگ (به آلمانی: Salzweg) یک شهر در آلمان است که در بایرن واقع شده‌است.

## خصوصیات
سالتسوگ ۳۱٫۹۱ کیلومترمربع مساحت دارد ۴۵۲ متر بالاتر از سطح دریا واقع شده‌است.